# Russell Garcia
Russell Garcia, född den 20 juni 1970 i Portsmouth, Storbritannien, är en brittisk landhockeyspelare.
Han tog OS-guld i herrarnas landhockeyturnering i samband med de olympiska landhockeytävlingarna 1988 i Seoul.